# Machida Tamon
Tamon Machida (sinh ngày 14 tháng 2 năm 1982) là một cầu thủ bóng đá người Nhật Bản.

## Sự nghiệp câu lạc bộ
Tamon Machida đã từng chơi cho FC Horikoshi, Roasso Kumamoto và Sony Sendai.